# Liste der Baudenkmale in Jerxheim
In der Liste der Baudenkmale in Jerxheim sind die Baudenkmale der niedersächsischen Gemeinde Jerxheim und ihrer Ortsteile aufgelistet. Der Stand der Liste ist der 5. Dezember 2022. Die Quelle der Baudenkmale ist der Denkmalatlas Niedersachsen.

## Allgemein
In den Spalten befinden sich folgende Informationen:
- Lage: die Adresse des Baudenkmales und die geographischen Koordinaten. Kartenansicht, um Koordinaten zu setzen. In der Kartenansicht sind Baudenkmale ohne Koordinaten mit einem roten Marker dargestellt und können in der Karte gesetzt werden. Baudenkmale ohne Bild sind mit einem blauen Marker gekennzeichnet, Baudenkmale mit Bild mit einem grünen Marker.
- Bezeichnung: Bezeichnung des Baudenkmales
- Beschreibung: die Beschreibung des Baudenkmales. Unter § 3 Abs. 2 NDSchG werden Einzeldenkmale und unter § 3 Abs. 3 NDSchG Gruppen baulicher Anlagen und deren Bestandteile ausgewiesen.
- ID: die Objekt-ID des Baudenkmales
- Bild: ein Bild des Baudenkmales, ggf. zusätzlich mit einem Link zu weiteren Fotos des Baudenkmals im Medienarchiv Wikimedia Commons. Wenn man auf das Kamerasymbol klickt, können Fotos zu Baudenkmalen aus dieser Liste hochgeladen werden:

## Jerxheim

### Gruppe:Domäne Jerxheim
Die Gruppe hat die ID 32628493. Ortszentrale und bedeutende Gutsanlage mit Gebäuden des 18.–19. Jh. mit einem baukünstlerisch beachtlichen spätklassizistischen Pächterwohnhaus, ausgedehnten Wirtschaftsgebäuden, einem Deputantenwohnhaus und einer Mauereinfriedung mit Torzufahrten.

| Lage                                      | Bezeichnung        | Beschreibung | ID       | Bild |
| ----------------------------------------- | ------------------ | --- | -------- | ---- |
| Wallstraße 14 52° 4′ 55″ N, 10° 53′ 43″ O | Wohnhaus           | Zweigeschossiger verputzter Natursteinbau auf Feldsteinsockel unter Schopfwalmdach in Ziegelpfannendeckung. Scharrierte Werksteinsohlbänke. Gebäuderiss mit zwei Wohnungen, Bauetatentwurf von 1792. | 32646395 | BW   |
| Domäne 52° 4′ 54″ N, 10° 53′ 48″ O        | Einfriedung        | Einfriedungsmauern der Domäne im Süden, Südosten und teils im Nordwesten des Grundstückareals. Eine ca. zwei Meter hohe Mauer aus Sandstein–Schichtmauerwerk sowie nördlichen und südlichen Zufahrtstoren in Form von flankierenden Pfeilern mit Kapitellsteinen. | 32646412 | BW   |
| Domäne 3 52° 4′ 57″ N, 10° 53′ 48″ O      | Wirtschaftsgebäude | Langgestrecktes, queraufgeschlossenes Remisengebäude unter Satteldach in Krempziegeldeckung, Dachfläche mit zwei über die ganze Länge übereinanderliegenden Lüftungsgauben. Gebäude im Südteil durch zweiflügelige Einfahrtstore verschließbar, Mittelteil mit offenen Durchfahrten. Fachwerkkonstruktion mit mächtigen Querschnitten auf Natursteinunterbau. Nördlicher Kopfbau als quergestelltes Speichergebäude in Natursteinmauerwerk unter Satteldach. Südlicher Kopfbau als ehemaliges Gärtnerwohnhaus in ebengleicher Ausführung.                                | 32646378 | BW   |
| Domäne 4 52° 4′ 56″ N, 10° 53′ 49″ O      | Wohnhaus           | Zweigeschossiger verputzter Massivbau auf H-förmigen Grundriss sowie Souterraingeschoss in Naturstein, unter Satteldach im Mittelbau und unter Walmdächern an den Kopfbauten. Symmetrische fünfachsige Fassadengestaltung zur Nord- und Südseite, südlicher Eingang hinter Freitreppe mit Hochpodest, Eingangsportal mit zweiflügeliger kassettierter Tür und Oberlicht. Im EG ein umlaufendes Sohlbankgesims, im OG Fensterbänke auf kleinen Konsolen, zur Traufe ein Konsolgesims. Zur Südseite Verandaanbau in Holz-/ Glaskonstruktion unter flachgeneigtem Pultdach. | 32646344 | BW   |

### Gruppe: Halberstädter Straße 2
Die Gruppe hat die ID 32628518. Mächtige dreiseitige Hofanlage am nördlichen Ortsausgang mit Wirtschaftsgebäuden um die Mitte des 19. Jh. mit anschließender südlicher Natursteineinfriedung.

| Lage                                              | Bezeichnung        | Beschreibung | ID       | Bild |
| ------------------------------------------------- | ------------------ | --- | -------- | ---- |
| Halberstädter Straße 2 52° 4′ 7″ N, 10° 53′ 32″ O | Wirtschaftsgebäude | Große Wirtschaftsflügel in hufeisenförmiger Anordnung als zusammengesetzte Natursteinbauten aus Buntsandstein unter Walmdächern. Hofseitige Wände teils in Fachwerk mit roter Ziegelausfachung, Sohlbänke teils in Rogenstein und teils im scharriertem Beton. | 32646556 | BW   |
| Halberstädter Straße 2 52° 4′ 4″ N, 10° 53′ 30″ O | Mauer              | Südliche Grundstückseinfriedung durch eine ca. zwei Meter hohe Mauer aus Buntsandstein. | 32646573 | BW   |

### Gruppe: Helmstedter Straße / Im Winkel
Die Gruppe hat die ID 32628443.

| Lage                                            | Bezeichnung        | Beschreibung | ID       | Bild |
| ----------------------------------------------- | ------------------ | --- | -------- | ---- |
| Helmstedter Straße 8 52° 5′ 1″ N, 10° 53′ 45″ O | Wohnhaus           | Zweigeschossiger Massivbau auf Natursteinsockel unter Walmdach in Falzziegeldeckung. Zur Ostseite Mittelrisalit mit Zwerchhaus und Ziergiebel, sämtliche Werksteinelemente im Stile der Neorenaissance. Zur Ostseite Wintergartenvorbau in Fachwerk, rückwärtiger Zugang mit vorgelagerter Natursteintreppe mit Balustrade. | 32645650 | BW   |
| Helmstedter Straße 8 52° 5′ 1″ N, 10° 53′ 43″ O | Wirtschaftsgebäude | Dreiseitige Hofanlage mit Wirtschaftsgebäuden in teils Ziegel- und teils Fachwerkbauweise unter Satteldach. Zur Hofseite zahlreiche Wirtschaftsöffnungen sowie Ladestöcke. Westlicher Fachwerk-Kopfbau am Nordflügel als ein Arbeiterwohnhaus                                                                               | 32645671 | BW   |
| Im Winkel 9 52° 5′ 2″ N, 10° 53′ 43″ O          | Wohnhaus           | Zweigeschossiger Fachwerkbau auf hohem Sandstein-Kellersockel unter Satteldach. Achsensymmetrischer hofseitiger Zugang hinter Sandsteintreppe, ebenso symmetrisches Fachwerk mit geschosshohen Streben und zweifacher Verriegelung mit Ziegelsichtausfachung.                                                               | 32646237 | BW   |
| Im Winkel 11 52° 5′ 2″ N, 10° 53′ 47″ O         | Wohnhaus           | | 32646255 | BW   |

### Gruppe: Helmstedter Straße 13
Die Gruppe hat die ID 32628457. Kleine Fachwerkbaugruppe der ersten Hälfte des 19. Jh. mit Wohnhaus und Stall sowie einer alten Kastanie auf dem Grundstück.

| Lage                                             | Bezeichnung | Beschreibung | ID       | Bild |
| ------------------------------------------------ | ----------- | --- | -------- | ---- |
| Helmstedter Straße 13 52° 5′ 2″ N, 10° 53′ 56″ O | Wohnhaus    | Zweigeschossiger Fachwerkbau auf Sandstein–Kellersockel unter Halbwalmdach in Ziegelpfannendeckung. Zur Südseite Zugang mit profilierter zweiflügeliger Eingangstür sowie vorgelagerte konvexe Sandsteintreppe. Fachwerkgefüge mit teils gebogenen geschosshohen Streben und einfacher Verriegelung, südseitig im OG vorkragend, Ausfachung in gestrichener Ziegelsichtsetzung. Zur Nordwestseite Anbau unter abgeschleppten Dach mit teils massiver Wand. | 32645690 | BW   |

### Gruppe: Rittergut Teichhof
Die Gruppe hat die ID 32628469. Ortsbildwirksame und ortsgeschichtlich bedeutende Gutsanlage mit Gebäuden der zweiten Hälfte des 19. Jh. mit repräsentativen künstlerisch beachtlichen Herrenhaus, einem rückwärtigen Gartenbereich, ausgedehnten Wirtschaftsgebäuden, einer Mauereinfriedung sowie einem südlichen Wohnhaus im ausgedehnten Hofverband.

| Lage                                   | Bezeichnung              | Beschreibung | ID       | Bild |
| -------------------------------------- | ------------------------ | --- | -------- | ---- |
| Im Winkel 5 52° 5′ 6″ N, 10° 53′ 45″ O | Wohnhaus                 | Zweigeschossiger, auf Achsensymmetrie ausgerichteter Massivbau aus Rogensandstein vom Heeseberg auf Souterrainsockel unter Satteldach in Ziegelpfannendeckung. Traufseiten mit Mittelrisaliten mit Eingängen hinter Freitreppen und Volutengiebeln, südseitige Flanken risalitartig angerissen mit Balkonen im OG. Zahlreiche Werksteineinfassungen im Stile der Renaissance im Bereich der Gebäudeecken (z.T. Diamantquader), Brüstungsfeldern im G, durchlaufenden Gesimsen und Fenstereinfassungen divergierender Ausführung. Die Giebelseiten sind ebenfalls von Ziergiebeln bekrönt, die Kellerfenster mit schmiedeeisernen Gittern bestückt. Im Inneren Stuckdecken und in der Raumaufteilung Elemente von Landhäusern des 18. Jh. | 32646135 | BW   |
| Im Winkel 5 52° 5′ 7″ N, 10° 53′ 47″ O | Einfriedung              | Zwei Meter hohe Mauer aus Natursteinquadermauerwerk mit Abdeckplatten sowie diversen Zugängen. Südöstlich und südwestlich jeweils eine Toreinfahrt. | 32646203 | BW   |
| Im Winkel 5 52° 5′ 5″ N, 10° 53′ 46″ O | Schafstall               | Eingeschossiger Wirtschaftsflügel aus Natursteinmauerwerk unter Satteldach. Hofseitige zahlreiche Wirtschaftsöffnungen, Fenster mit Segmentbogenstürzen. | 32646186 | BW   |
| Im Winkel 5 52° 5′ 4″ N, 10° 53′ 44″ O | Wirtschaftsgebäude       | Natursteinbau unter Satteldach, hofseitig drei Ladeerker mit Schirmdach. | 32646152 | BW   |
| Im Winkel 5 52° 5′ 6″ N, 10° 53′ 43″ O | Wohn-/Wirtschaftsgebäude | Westflügel als Pferdestall in Fachwerkbauweise auf Sockel unter Satteldach. Fachwerkgefüge mit roter Ziegelsichtausfachung, Wandteile in Naturstein. Arbeiterwohnhaus als zweigeschossiger nördlicher Kopfbau in Natursteinmauerwerk unter Satteldach. Segmentbogenfenster mit teils Ziegelstürzen. | 32646169 | BW   |

### Baudenkmale (Einzeln)
| Lage                                                    | Bezeichnung           | Beschreibung | ID       | Bild           |
| ------------------------------------------------------- | --------------------- | --- | -------- | -------------- |
| Am Kirchplatz 2 52° 4′ 56″ N, 10° 53′ 59″ O             | ehem. Pfarrwitwenhaus | Zweigeschossiger Fachwerkbau, teilunterkellert, auf teils verputzten Massivsockel unter Walmdach. EG tw. ersetzt, ansonsten Fachwerk mit teils gebogenen Streben und Fußstrebenpaaren, Ausfachungen in Rauputz. Gebälk mit in Schiffskehlen eingefassten Rundstäben mit Kerbschnitt sowie profilierten Balkenköpfen gestaltet. Schwellinschrift mit Spruch. Stube über dem Keller erhöht, angrenzender Raum niedriger mit Oberstock. | 32645576 | BW             |
| Bahnhofstraße 30 52° 4′ 0″ N, 10° 52′ 57″ O             | Empfangsgebäude       | Das zweite Empfangsgebäude des Bahnhofs Jerxheim wurde 1867 gebaut und steht etwa 400 m westlich des ersten Bahnhofsgebäudes. Nachdem es keine betriebliche Aufgaben mehr hatte, wurde es 1979 von einer Privatperson gekauft und als Gaststätte genutzt. 2007 endete der Zugverkehr im Bahnhof, die Gleise wurden demontiert. | 32646625 |                |
| Dr. Heinrich-Jasper-Straße 1 52° 5′ 0″ N, 10° 54′ 12″ O | Galeriespeicher       | Zweigeschossiger Fachwerkbau auf Natursteinsockel unter Krüppelwalmdach. EG teils massiv ersetzt, Fachwerkgefüge teils mit Lehmstakung. Hofseitige Galerie im OG, von Holzstiegen erschlossen, Brüstung mit Reihung von Andreaskreuzen. | 32645595 | BW             |
| Feldweg 52° 4′ 3″ N, 10° 55′ 4″ O                       | Eisenbahnbrücke       | Eisenbahn-Bogenbrücke aus Sandstein-Quadermauerwerk östlich von Jerxheim. Dreieckige Futtermauern mit Abdeckplatten, Brüstung mit Andreaskreuzen auf Werksteinsockel. | 32645559 | BW             |
| Halberstädter Straße 10 52° 3′ 58″ N, 10° 53′ 27″ O     | Empfangsgebäude       | Das erste Empfangsgebäude des Bahnhofs an der Kreuzung mit dem Kiebitzdamm (später Halberstädter Straße) stammt aus dem Jahr 1843. 1867 wurden die Verkehrsanlagen des Bahnhofs nach Westen verlegt, das alte Gebäude blieb erhalten und wurde anderweitig genutzt. | 32646485 | Weitere Bilder |
| Heeseberg 52° 5′ 1″ N, 10° 52′ 15″ O                    | Turm                  | 25 Meter hoher Turm auf quadratischen Grundriss in Natursteinmauerwerk aus Rogensandstein auf gestuften Sockel mit sich verjüngendem Turmschaft, oberer Abschluss mit Aussichtsplattform mit eingezogener massiver Brüstung (Blendnischen). Rundbogiger südlichen Eingang hinter Freitreppe, darüber eine Jahrestafel mit der Datierung „1912“. Im Inneren eine Wendeltreppe, zum Teil aus Rogenstein, mit ca. 76 Steigungen. Die Verwendung von sogenannten Beulensteinen bildet eine Materialbesonderheit. | 32645539 | Weitere Bilder |
| Im Winkel 1 52° 5′ 5″ N, 10° 53′ 48″ O                  | Wohnhaus              | Zweigeschossiger und traufständiger Fachwerkbau auf Natursteinsockel unter zum Westen abgewalmten Satteldach in Krempziegeldeckung. Fachwerkgefüge mit doppelten Ständern und doppelter Verriegelung sowie einer verputzten Ausfachung. Obergeschoss und Giebeldreiecke zum Teil mit vertikaler Verbretterung. | 32646117 | BW             |
| Im Winkel 6 52° 5′ 4″ N, 10° 53′ 44″ O                  | Wohnhaus              | Zweigeschossiger Fachwerkbau auf Bruchsteinsockel unter Satteldach in Ziegelpfannendeckung mit Aufschieblingen. Achsenmittiger Zugang hinter Freitreppe, symmetrisches Fachwerkgefüge mit teils gebogenen geschosshohen Streben und im Erdgeschoss mit zweifacher, im Obergeschoss einfacher Verriegelung. Verputzte Ausfachung, Haupthaus eines Hakenhofes unmittelbar südlich des Rittergutes. | 32646220 | BW             |
| Schulstraße 52° 4′ 56″ N, 10° 53′ 57″ O                 | St. Petrus–Kirche     | Neogotische Saalkirche in Buntsandsteinmauerwerk mit eingezogenem Chor unter Satteldach sowie einem Westturm. Langhaus und Chor mit Strebepfeilern versehen, zweibahnige Spitzbogenfenster mit rundem Courronement, an der östlichen Chorseite dreibahnig mit bekrönendem Mehrpaß sowie Oculus mit Vierpass im Giebelfeld. Turm auf quadratischem Grundriss mit bis zum Glockenstuhl reichenden abgestuften Strebepfeilern, Turmschaft mit Fensterrosen und Lichtfenstern. Glockenstuhl über deutschem Band mit gekuppelten Schallarkaden und einem Konsolgesims, schiefergedeckter Knickhelm mit Dachhäuschen mit Zifferblättern. Fenstereinfassungen in Sandstein–Werksteinen. Zur Ausstattung gehören unter anderem ein Hochaltar von 1687, die Tür zur Kanzel von 1625, sowie bemalte Priechenbrüstung aus dem 17. – 18. Jh. | 32646324 | Weitere Bilder |
| Schulstraße 6 52° 4′ 53″ N, 10° 53′ 58″ O               | Wohnhaus              | Zweigeschossiger Fachwerkbau auf verputzten Naturstein–Kellersockel unter Schopfwalmdach in Ziegelpfannendeckung. Hofseitig leicht außermittiger Hauptzugang hinter Freitreppe, symmetrisches Fachwerkgefüge mit teils gebogenen geschosshohen Streben und einfacher Verriegelung sowie einer gestrichenen Ziegelausfachung. Giebelseitiger Krempziegelbehang in den OGs und den Giebelfeldern. Fenster und Eingangstür in profilierten zeittypischen Holzeinfassungen. | 32646429 | BW             |